# Roland Strasser
Roland Strasser (* 26. April 1892 in Wien, Österreich-Ungarn; † 1974 in Santa Monica, Kalifornien) war ein österreichischer Maler und Grafiker.

## Leben
Strasser war der Sohn des Bildhauers und Malers Arthur Strasser, er studierte zunächst an der Wiener Akademie bei Jungwirth; in den Jahren von 1911 bis 1915 an der Münchner Akademie, sein Lehrer dort war Angelo Jank. Über sein Frühwerk ist wenig bekannt. Wie sein älterer Bruder Benjamin Strasser, der ebenfalls Malerei und Grafik erlernte, konnte er während des Ersten Weltkriegs einen Posten als Kriegsmaler in der Kunstgruppe des k.u.k. Kriegspressequartiers ergattern.
Nach dem Krieg illustrierte er Jugendbücher und lithografierte für die Gesellschaft für vervielfältigende Kunst. Ab 1919 begab sich Roland Strasser auf Studienreisen, z. B. nach Holland, Siam, Java und Neuguinea. In den Jahren 1922 bis 1924 bereiste er China, Mongolei und Tibet. Im Herbst 1924 ließ sich Strasser in London nieder und stellte im selben Jahr erfolgreich aus. Über den Winter 1924 hielt er sich in Indien auf, im Frühjahr 1925 überstieg er den 6.000 Meter hohen Kulapass im Himalaya, um wieder nach Tibet zu gelangen. Ende des Jahres 1925 hielt er sich erneut in der Mongolei auf (Urga, heute Ulaanbaatar) und unternahm Fahrten in die Provinz Kobdo (Chowd-Aimag). Dort wurde er von russischen Besatzungssoldaten der Spionage verdächtigt und verhaftet. Nach seiner Freilassung schlug sich Strasser durch die Wüste Gobi nach China durch, wo er in Peking von aufständischen Soldaten Tschangsolins ausgeplündert und um das gesamte künstlerische Ergebnis seiner Reise gebracht wurde. Im August 1927 kehrte Strasser schließlich nach Wien zurück, übersiedelte gleich darauf aber wieder nach London, wo er bis 1952 wirkte. Danach zog er nach Santa Monica in Kalifornien, wo er 1974 starb.

## Werke (Auswahl)
- Kriegsgefangene Serben, Öl auf Leinwand, 1914/15, Heeresgeschichtliches Museum, Wien
- Nach der Schlacht, Öl auf Leinwand, 209 × 260 cm, Heeresgeschichtliches Museum Wien[4]
- Das Tonalkreuz, Öl auf Leinwand, 1917, 135 × 138 cm, Heeresgeschichtliches Museum Wien